# Oscar Traven
Óscar Antúnez Baza (Ciudad de México, 2 de enero de 1953-Ciudad de México, 7 de marzo de 2024), conocido como Oscar Traven, fue un actor mexicano.

## Biografía y carrera
Óscar Antúnez Baza nació el 2 de enero de 1953 en la Ciudad de México. En su adolescencia, quería convertirse en veterinario equino. Sin embargo, luego de conocer la academia de teatro de Andrés Soler, decidió perseguir una carrera como actor, a pesar de que su padre no aprobaba que se dedicara a dicha profesión. Hizo su debut en la obra teatral Las Tres Gracias. Le siguió El pájaro azul con la compañía de Garret Woodside y Blanca Sánchez. Estudió en el CCA (Centro de Capacitación Artística), escuela que fundó Televisa y que más tarde se convertiría en el CEA (Centro de Educación Artística de Televisa). Seguiría con El avaro, de Molière, interpretando a Cleanto, hijo del avaro interpretado por Ignacio López Tarso. La viuda alegre, de Franz Lehar, José el soñador, 13 a la mesa, exitosa comedia con Talina Fernández, El amor no tiene edad, con Jacqueline Andere, El Hombre Elefante con Manolo Fábregas actuando y dirigiendo, Drácula, dirigido por su amigo Rafael Sánchez Navarro, Pedro y el lobo, en el Teatro San Rafael, y muchas más. 
Después conoció a Alejandro Jodorowsky y comenzó sus estudios de análisis de texto, estilo, dinámica corporal, integración al escenario, esgrima y los entretelares de un espacio escénico culminando dichos estudios con la puesta teatral Lucrecia Borgia en el Teatro Lírico y dirigido por el propio Jodorowsky. Comenzó después a estudiar con su entrañable amigo y maestro Antonio González Caballero, análisis teatral. Con Nancy Cárdenas estudio psicología y literatura; y con Rosa Romero, Gnemotecnia. Empezó su carrera como actor a los 25 años en la película El recurso del método de Alejo Carpentier de 1978. Cuenta con una larga carrera en televisión, destacándose principalmente como villano. Ha participado en las telenovelas Nuevo amanecer, Alcanzar una estrella, La antorcha encendida, Desencuentro, Pueblo chico, infierno grande, ¡Amigos x siempre!, Corazones al límite, entre otras.

### Muerte
Falleció el 8 de marzo de 2024 a los 71 años de edad en su residencia de San Ángel, en la Ciudad de México.

## Filmografía

### Cine
- Un brillante propósito (2009)
- Mujer Coqueta (2007)
- La estampa del escorpión (2007) .... Lord de la droga
- Luz y sombra (2004)
- El tamal: piedras de muerte (2004)
- Tropezando con el cielo (2001)
- La troca blindada (1999)
- Billete verde (1999)
- Reclusorio III (1999)
- La paloma y el gavilán (1998) .... Julián
- Regreso sangriento (1998)
- Los tres animales (1998)
- Raíces de odio (1997)
- Trébol negro (1996)
- El fiscal de hierro 4 (1995)
- Pánico en el paraíso (1994)
- El taxista (1994)
- Entre el amor y la muerte (1993)
- Más que alcanzar una estrella (1992) .... Roque Escamilla
- El ninja mexicano (1991)
- Político por error (1991)
- Con el fuego en la sangre (1990)
- La mafia tiembla II (1989)
- Traficantes por ambición (1989) ... Felipe
- Aventuras que matan (1989)
- Los apuros de un mafioso (1989)
- El solitario indomable (1988) .... Horacio
- Muerte del federal de camiones (1987)
- Fiera solitaria (1987)
- Fuga al destino (1987)
- Relámpago (1987) .... Lucas
- Yako, cazador de malditos (1986)
- Cartucho cortado (1986)
- El regreso del carro rojo (1984)
- Una pura y dos con sal (1983)
- Todo un hombre (1983) .... Fernando Aguirre
- Cosa fácil (1982) .... Secuestrador de Elena
- Como México no hay dos (1981)
- Novia, esposa y amante (1981)
- El Coyote y la Bronca (1980)
- Vivir para amar (1980)
- Discotec fin de semana (1979)
- Ratas del asfalto (1978)
- Las del talón (1978)
- El recurso del método (1978)

### Televisión
- Como dice el dicho (2013)
- Amor bravío (2012) .... Alberto Sodi
- Llena de amor (2010-2011) .... Aristóteles Curiel
- Hermanos y detectives (2009)
- Cuidado con el ángel (2008-2009) .... Francisco Maldonado
- La rosa de Guadalupe (2008) .... Martín (episodio "Sinfonía de amor")
- Al diablo con los guapos (2008) .... Gustavo Villalobos
- Tormenta en el paraíso (2007-2008) .... Mario Abascal
- Muchachitas como tú (2007) .... Felipe Montenegro
- Lola, érase una vez (2007) .... William Fauve (capítulos 114-117)
- La fea más bella (2006-2007) .... Ricky Armstrong
- La esposa virgen (2005) .... Rolando Palacios
- Corazones al límite (2004) .... Sebastián Moret
- Velo de novia (2003-2004) .... Lic. Castillo
- Niña amada mía (2003) .... Óscar Alvarado
- Entre el amor y el odio (2002) .... Nicolás
- Cómplices al rescate (2002) .... Sr. Torres
- Salomé (2001-2002) .... Anthony Corcuera
- Por un beso (2001) .... Efraín Ayala
- Carita de ángel (2000-2001) .... Ernesto Tirado
- Ramona (2000) .... Abraham McQueen
- ¡Amigos x siempre! (2000) .... Ernesto Sánchez Gabito
- Mujeres engañadas (1999-2000) .... Roberto Durán
- El niño que vino del mar (1999) .... Mr. Richardson
- Una luz en el camino (1998) .... Luis
- ¿Qué nos pasa? (1998)
- Desencuentro (1997-1998) .... José Joaquín
- Pueblo chico, infierno grande (1997) .... Gumaro Amezcua
- Canción de amor (1996) .... Arturo
- La antorcha encendida (1996) .... Diego Berzábal
- Para toda la vida (1996) .... Gustavo Molina
- Pobre niña rica (1995-1996) .... Dr. Adrián Zambrano
- El vuelo del águila (1994-1995) ... Charles Ferdinand Latrille
- Mujer, casos de la vida real (1994-2006)
- Dos mujeres, un camino (1993-1994)
- Papá soltero (1992) .... Raúl Rivera (episodio "Mi guardaespaldas")
- Baila conmigo (1992) .... Adolfo
- Alcanzar una estrella II (1991) .... Roque Escamilla
- Alcanzar una estrella (1990) .... Roque Escamilla
- Nuevo amanecer (1988-1989) .... Tom Sheldan
- Martín Garatuza (1986) .... Alonso de Rivera
- Lo que el cielo no perdona (1982) .... Reynaldo